# Grasholmen
Grasholmen est une île norvégienne du comté de Hordaland appartenant administrativement à Bergen.

## Description
Rocheuse et couverte d'une légère végétation, elle s'étend sur environ 43 m de longueur pour une largeur approximative de 37 m. 